# Gerichtsbezirk Graz-West
| Gerichtsbezirk Graz-West                                   | Gerichtsbezirk Graz-West       |
| ---------------------------------------------------------- | ------------------------------ |
| Lage im Bundesland                                         |                                |
|  Gerichtsbezirk Graz-West  Landesgericht LGS Graz LGZ Graz |                                |
| Basisdaten                                                 |                                |
| Bundesland                                                 | Steiermark                     |
| Bezirke                                                    | - Graz - Graz-Umgebung         |
| Sitz des Gerichts                                          | Graz                           |
| Kennziffer                                                 | 6012                           |
| zuständiges Landesgericht                                  | LGS Graz LGZ Graz              |
| Fläche                                                     | 611,38 km2 (31. Dezember 2019) |
| Einwohner                                                  | 196.586 (1. Jänner 2024)       |

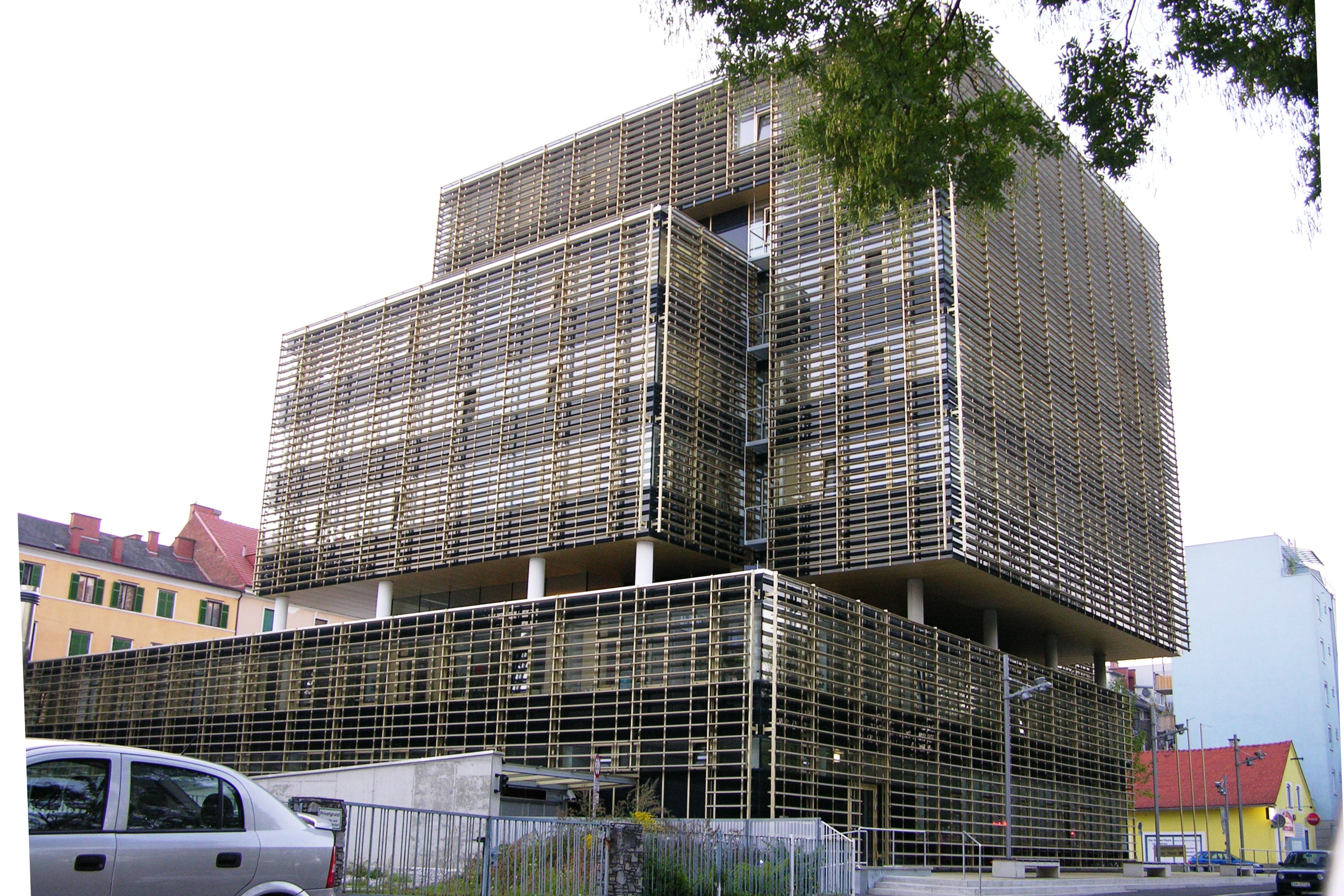
Bezirksgericht Graz-West

Der Gerichtsbezirk Graz-West ist ein dem Bezirksgericht Graz-West unterstehender Gerichtsbezirk im Bundesland Steiermark. Der Gerichtsbezirk umfasst den westlichen Teil der Stadt Graz und den nördlichen Teil des Bezirkes Graz-Umgebung.

## Geschichte
Der Westen von Graz gehörte anfangs zum Gerichtsbezirk und erhielt 1854 durch eine ministerielle Verordnung durch die Errichtung des städtisch-delegierten Bezirksgerichtes I. Section, dem das Gebiet von Graz am rechten Murufer unterstellt war, einen eigenen Gerichtsbezirk. Gleichzeitig waren mit dem Bezirksgericht I. Section auch die Bezirksgerichte II. Section (für das Gebiet von Graz am linken Murufer) und das städtisch-delegierte Bezirksgericht III. Section für den Bereich Graz Umgebung eingerichtet worden.
Per 1. Jänner 1867 wurden die beiden städtisch-delegierten Bezirksgerichte I. und II. Section zusammengelegt, woraufhin sie den Gerichtsbezirk Graz bildeten.
Der Westen von Graz unterstand dem Bezirksgericht für Zivilrechtssachen Graz I (Graz Stadt) und war Teil des Gerichtsbezirks Graz. Durch die Auflassung der beiden Bezirksgerichte für Graz Stadt bzw. Umgebung und die Errichtung eines gemeinsamen Bezirksgerichtes für Zivilrechtssachen Graz erfolgte die Vereinigung der bisherigen Gerichtsbezirke Graz bzw. Graz Umgebung zum Gerichtsbezirk Graz.
Dieser Status blieb bis zu Beginn des 21. Jahrhunderts erhalten. Per 1. Jänner 2007 beschloss der Nationalrat die Errichtung eines weiteren Bezirksgerichtes mit der Amtsbezeichnung Graz-West, wodurch das bisherige Bezirksgericht Graz in Graz-Ost umbenannt wurde.
In der Folge wurden per 1. Jänner 2007 die Grazer Stadtbezirke IV. Lend, V. Gries, XIII. Gösting, XIV. Eggenberg, XV. Wetzelsdorf, XVI. Strassgang und XVII. Puntigam aus dem bisherigen Gerichtsbezirk Graz ausgeschieden und dem Gerichtsbezirk Graz-West zugewiesen. Das übrige Gebiet des Gerichtsbezirkes Graz bildet seitdem den Gerichtsbezirk Graz-Ost.
Am 1. Juli 2013 wurde der Gerichtsbezirk Frohnleiten aufgelöst und die Gemeinden dem Gerichtsbezirk Graz-West zugewiesen.
Mit Wirkung ab 1. Jänner 2015 wurde der Gerichtsbezirk aufgrund der Veränderungen im Rahmen der Gemeindestrukturreform in der Steiermark in der „Bezirksgerichte-Verordnung Steiermark 2015“ neu definiert.
Im Zuge dessen wurde das Gebiet der ehemaligen Gemeinden Tyrnau und Tulwitz an den Gerichtsbezirk Weiz abgegeben.

## Gerichtssprengel
Der Gerichtssprengel umfasst seit Jänner 2015
- den westlichen, rechtsseitig der Mur gelegenen Teil von Graz mit den sieben Bezirken Lend, Gries, Gösting, Eggenberg, Wetzelsdorf, Straßgang und Puntigam,
- sowie die zehn Gemeinden Deutschfeistritz, Frohnleiten, Gratkorn, Gratwein-Straßengel, Peggau, Sankt Bartholomä, Sankt Oswald bei Plankenwarth, Semriach, Stiwoll, Übelbach im nördlichen Teil des Bezirks Graz-Umgebung.